# إرنست جيبسون
إرنست جيبسون (بالإنجليزية: Ernest Gibson)‏ هو لاعب كرة قدم أمريكية أمريكي، ولد في 3 أكتوبر 1961 في جاكسونفيل في الولايات المتحدة.

## وصلات خارجية
- إرنست جيبسون على موقع مرجع كرة القدم المحترفة.كوم (الإنجليزية)